# Hyundai KIA Mu
| Hyundai/KIA          | Hyundai/KIA       |
| -------------------- | ----------------- |
|                      |                   |
| Mu (L6EA)            |                   |
| Hersteller:          | Hyundai/KIA       |
| Produktionszeitraum: | 2005–2011         |
| Bauform:             | 60° V             |
| Motoren:             | 2,7 L (2656 cm³)  |
| Zylinder-Zündfolge:  | 1-2-3-4-5-6       |
| Vorgängermodell:     | Hyundai KIA Delta |
| Nachfolgemodell:     | keines            |
| Ähnliche Modelle:    | Hyundai KIA Delta |

Bei der Baureihe Mu handelt es sich um einen Sechszylinder-Benzinmotor mit vierfacher obenliegender Nockenwelle (QOHC) und vier Ventilen pro Zylinder. Die Motoren werden in Asan (Südkorea) gebaut.
Der Motorblock und Zylinderkopf bestehen wie beim Vorgänger beide aus Aluminium. Der Hub von 75 mm bleibt unverändert wie die Bohrung von 86,7 mm. Die Leerlaufdrehzahl beträgt 680 pro Minute, das Trockengewicht 168,7 kg.
Die Ein- und Auslass-Nockenwellen jeder Zylinderbank sind durch eine Steuerkette verbunden, die Kraftübertragung von der Kurbelwelle zum Zylinderkopf erfolgt mittels Zahnriemen (linkes Bild am Ende der Einleitung). Für diesen ist bei manchen Modellen keine Inspektion vorgesehen, sein Tausch dann aller 100.000 km, bei jenen mit Inspektion ist diese aller 60.000 km vorgesehen, der Tausch dann aller 120.000 km oder 60 Monate. Die Motoren sind keine Freiläufer. Die Nebenaggregate werden durch einen Serpentinenriemen angetrieben. Dieser verfügt über eine Nachspannautomatik, seine Inspektion ist modellabhängig aller 32.000 / 48.000 km oder 16 / 24 Monate vorgesehen, ein Austausch nur bei festgestelltem Bedarf.
Die Ventile werden über mechanische Tassenstößel betätigt (rechtes Bild am Ende der Einleitung). Sie reduzieren im Vergleich zu hydraulischen Tassenstößeln den Widerstand gegenüber dem Nocken. Ihre Haltbarkeit ist vergleichbar, sie sind jedoch preiswerter und weniger stark auf gute Ölviskosität angewiesen. Im Laufe der Jahre wird die Oberfläche von Stößel und Nocken abgetragen und damit der Hub des Ventils in den Zylinderraum verringert. Damit kann weniger Luft einströmen, worauf der Motor automatisch auch die Benzinmenge und damit seine Leistungsfähigkeit reduziert. Begleitet wird dies von einem hörbaren Tickgeräusch, da der Nocken nicht mehr ständig am Tassenstößel aufliegt, sondern diesen nur noch einmal pro Umdrehung erreicht – das Aufkommen erzeugt das Tickgeräusch. Dies kann durch die Ausdehnung im warmen Motor verschwinden, dennoch ist das Ventilspiel damit zu groß geworden. Dessen Prüfung ist im Wartungsplan aller 100.000 km vorgesehen, eine Wartung aber nur bei Bedarf. Bei dieser würde das abgetragene Material aufseiten des Tassenstößels ausgeglichen. Die hier verwendeten verfügen über keine aufliegenden Plättchen (daher „shimless mechanical bucket tappets“), sodass in diesem Fall nicht das Plättchen, sondern der Tassenstößel selbst gegen einen aus 40 genau abgestuften Varianten ausgetauscht wird. Dies kann meist mit dem Tausch des Zahnriemens (100.000 km) oder dem der Zündkerzen (150.000 km) zusammengelegt werden.

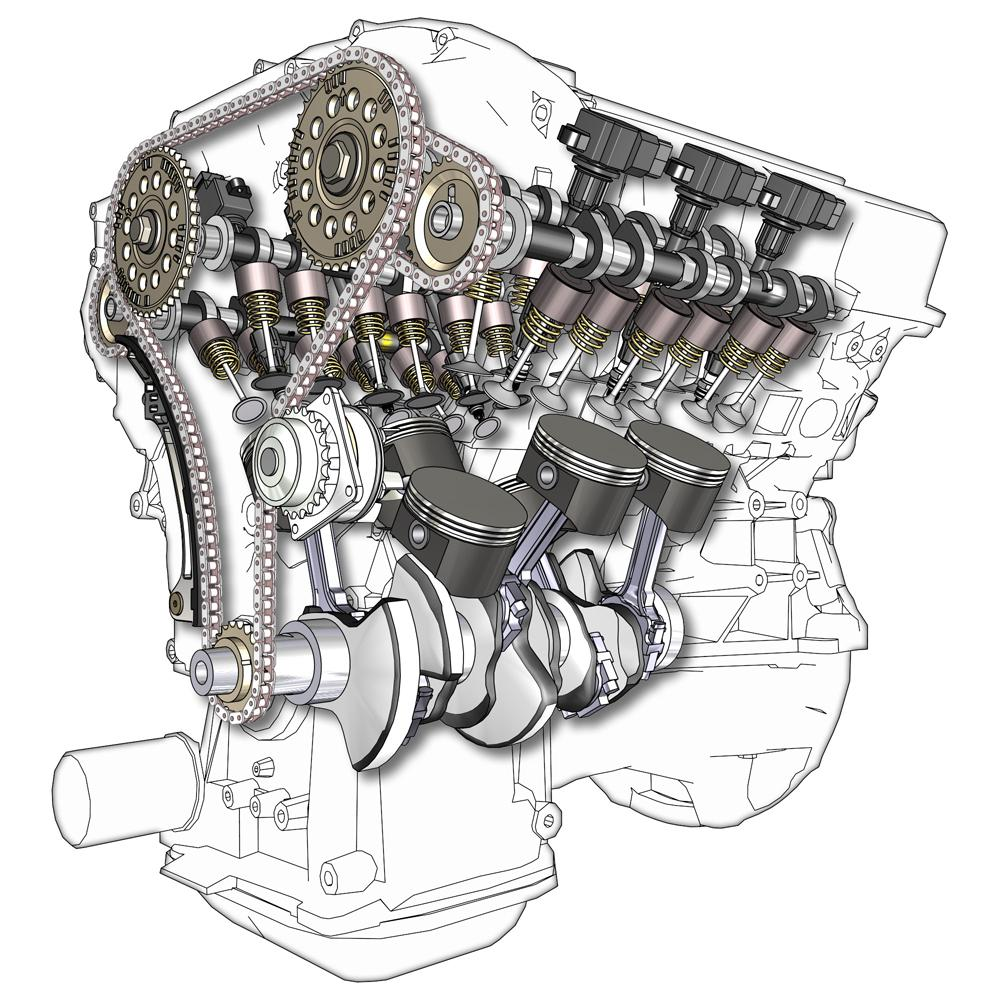
Neben zwei Steuerketten (oben halbverdeckt an den Nockenwellen) treibt ein Zahnriemen (anstelle der Steuerkette hier im Bildvordergrund) den Mu-V6-Motor an.
Der Nocken (grau) drückt das Ventil (orange) in den Zylinder und gibt damit den Luftkanal frei. Der Tassenstößel sitzt zwischen Nocken und Ventil, ist hier aber nicht abgebildet.

## Mu
Der Mu V6 basiert auf der Delta-Reihe und übernahm einige Neuerungen der parallel entwickelten, 2004 erschienenen Lambda-Reihe. Dies umfasst die CVVT, die Umstellung auf mechanische Tassenstößel und den nahezu baugleichen Zylinderkopf.
Die Reihe besteht aus einem Motor, der ab Werk in zwei Varianten gefertigt wird: einer für Benzin und einer für Flüssiggas. Letztere wird nur in Südkorea und dort auch in 2010 debütierten Modellen angeboten und ist als besonders laufruhige Alternative zum ähnlich ökonomischen Dieselmotor gedacht. Die Vermarktung des geschützten Kürzels „LPI“ weist darauf hin, dass die Anlage samt Steuergerät vom Hersteller Vialle zugeliefert wird.
Gegenüber dem Vorgänger Delta wurde die Verdichtung leicht gesteigert, was zu einer etwa dreiprozentigen Kraftstoffersparnis führt (vgl.). Zudem wurde der Zylinderkopf verändert, um eine CVVT benannte Nockenwellenverstellung für die Einlassseite zu ergänzen. Diese hat nur Einfluss auf die Überschneidung der Ventilöffnung von Einlass- und Auslassseite (der Öffnungszeitpunkt auf Eingangsseite ist variierbar), nicht aber auf den Ventilhub und damit die Öffnungsdauer. Sie ist daher vergleichbar mit der BMW Einzel-VANOS-Technologie. Neben einem besseren Drehmoment im unteren Drehzahlbereich reduziert sie vor allem die Stickoxidwerte, indem die abgasrückführende Wirkung einer großen Überschneidung genutzt wird – hierbei wird bereits ausgestoßenes Abgas wieder zurück in den Brennraum gesaugt.
2008 wurde die CVVT-Steuerung der Einlassnockenwelle um eine für die Ausgangsseite erweitert und ähnelt damit der BMW Doppel-Vanos-Technologie. Das nun D(ual)-CVVT benannte System hob die Leistung um fünf PS auf 193 an. Die CVVT wird aufgrund ihrer Serienmäßigkeit nicht immer aufgeführt. Für den Kia Cadenza wurde der Motor auf 200 PS Leistung gesteigert, die vorgenommenen Änderungen wurden nicht veröffentlicht.
Der variable Ansaugtrakt (Variable Intake System) des Vorgängers wurde um eine Stufe auf drei erweitert. Er berücksichtigt damit besser das Pulsieren der Luft im Saugrohr, welches durch das Öffnen und Schließen der Ventile entsteht. Finden diese Unter- und Überdruckimpulse einen ihrem Rhythmus angepassten Weg in den Motorraum, entsteht ein leichter Resonanzaufladungs-Effekt, ähnlich einem Turbolader. Zu dessen Erreichung öffnen sich über das Drehzahlband verteilt jeweils passend lange Luftwege, was in einem gleichbleibend hohen Drehmoment resultiert.
Mit der Mu-Serie endet die erste V6-Reihe von Hyundai. Sie wird durch Vierzylinder der Theta-Reihe ersetzt.

## Daten
| Serie | Motorcode | Hubraum (cm³) | Hub × Bohrung (mm) | Leistung bei (1/min)   | Drehmoment bei (1/min) | Zylinder | Verdichtung | Aufladung    | Einspritzung |
| ----- | --------- | ------------- | ------------------ | ---------------------- | ---------------------- | -------- | ----------- | ------------ | ------------ |
| Mu    | G6EA(G) 1 | 2656          | 75,0 × 86,7        | 188/194/200 2 bei 6000 | 249–250 bei 4000       | 6        | 10,4        | VIS (3 Wege) | MFI          |
| Mu    | L6EA 3    | 2656          | 75,0 × 86,7        | 161/165 bei 5400       | 245 bei 4000           | 6        | 10,0        | VIS (3 Wege) | MFI          |

## Einsatz
Aufgelistet sind die weltweit verbauten Mu-Motoren für jedes Modell, nicht in jedem Land wurde der Motor angeboten.
Hyundai Grandeur
- Grandeur TG
  - G6EA (188 PS): 2005–2009 (Südkorea)
  - G6EA (194 PS): 2009–2010 (Südkorea)

Hyundai Santa Fe
- Santa Fe SM
  - G6BA (189 PS): 2005.
- Santa Fe CM
  - G6BA (189 PS): 2006–2010

KIA Cadenza
- Cadenza VG
  - G6EA (200 PS): 2010.
  - L6EA (165 PS): 2010.

KIA Carens
- Carens UN
  - G6EA (188 PS): 2006–2008
  - G6EA (193 PS): 2008-heute

KIA Carnival
- Carnival VQ
  - G6EA (188 PS): 2006–2010
  - L6EA (161 PS): 2007–2011

KIA Magentis
- Magentis MG
  - G6EA (188 PS): 2001–2008
  - G6EA (194 PS): 2008–2010

KIA Opirus
- Opirus GH
  - G6EA (188 PS): 2006–2009
  - G6EA (194 PS): 2009–2011

KIA Sorento
- Sorento XM
  - L6EA (161 PS): 2009–2010